# 歌謡とんでる'78
『歌謡とんでる'78』（かようとんでるななじゅうはち）は、1978年4月2日から同年9月24日までテレビ朝日で放送されていた音楽番組である。放送時間は毎週日曜 13:45 - 14:55 （日本標準時）。

## 概要
日曜昼に放送されていたせんだみつお司会番組の第3弾であるが、本番組は『歌謡ハラハラサンデー』までと違って公開形式で行われていた。主なコーナーに、ピンク・レディーの素人振りまねコーナーや、新人歌手ベスト20のコーナー（『ベスト30歌謡曲』風のボードが出ていた）などがあった。
| テレビ朝日 日曜13:45枠                                  | テレビ朝日 日曜13:45枠                           | テレビ朝日 日曜13:45枠                           |
| 前番組                                                  | 番組名                                           | 次番組                                           |
| ------------------------------------------------------- | ------------------------------------------------ | ------------------------------------------------ |
| 歌謡ハラハラサンデー （1976年10月17日 - 1978年3月26日） | 歌謡とんでる'78 （1978年4月2日 - 1978年9月24日） | 笑アップ歌謡大作戦 （1978年10月1日 - 1980年3月） |